# متنزه جيم كوربيت الوطني
متنزه جيم كوربيت الوطني هو متنزه وطني يقع في ولاية أوتاراخند،الهند ويعتبر من أهم المقاصد سياحة البيئة في البلد.